# Вілла-д'Онья
Вілла-д'Онья (італ. Villa d'Ogna) — муніципалітет в Італії, у регіоні Ломбардія, провінція Бергамо.
Вілла-д'Онья розташована на відстані близько 490 км на північний захід від Рима, 80 км на північний схід від Мілана, 31 км на північний схід від Бергамо.
Населення — 1929 осіб (2014).
Щорічний фестиваль відбувається 21 вересня. Покровитель — San Matteo.

## Демографія
Населення за роками:

Станом на 1 січня 2023 року в муніципалітеті офіційно проживали 73 іноземці з 20 країн, серед них 7 громадян країн Євросоюзу та 7 громадян України.

## Сусідні муніципалітети
- Ардезіо
- Клузоне
- Ольтрессенда-Альта
- Парре
- П'яріо
- Роветта